# آر بي جي-6
آر بي جي-6 (بالروسية:РПГ-6) (بالإنجليزية:RPG-6) من الصواريخ السوفيتية المحمولة على الكتف المضادة لللدروع تم استخدام السلام خلال أواخر الحرب العالمية الثانية وبداية فترة الحرب الباردة وخضع لأختبار في أيلول/سبتمبر عام 1943 وتم قبولهم في الخدمة في تشرين الأول/أكتوبر من العام نفسة .

## التاريخ
هذا القسم فاغ أو غير مكتمل تفضل بتعديلة

## المشغلون
المصدر من هنا .
- الجزائر
- بلغاريا
- ألمانيا الشرقية
- مصر
- سوريا
- المجر
- العراق
- إسرائيل
- الأردن
- ليبيا
- المغرب
- بولندا
- رومانيا
- السعودية
- الاتحاد السوفيتي
- السودان
- تونس
- اليمن

## انظر ايضآ
- آر بي جي 7